# Hadena hostilis
Hadena hostilis là một loài bướm đêm trong họ Noctuidae.